# Dracophyllum townsonii
Dracophyllum townsonii är en ljungväxtart som beskrevs av Thomas Frederic Cheeseman. Dracophyllum townsonii ingår i släktet Dracophyllum och familjen ljungväxter. Inga underarter finns listade i Catalogue of Life.